# Sorin Botiș
Sorin Botiș (Arad, 14 aprile 1978) è un allenatore di calcio ed ex calciatore rumeno, di ruolo difensore.